# Big West Conference

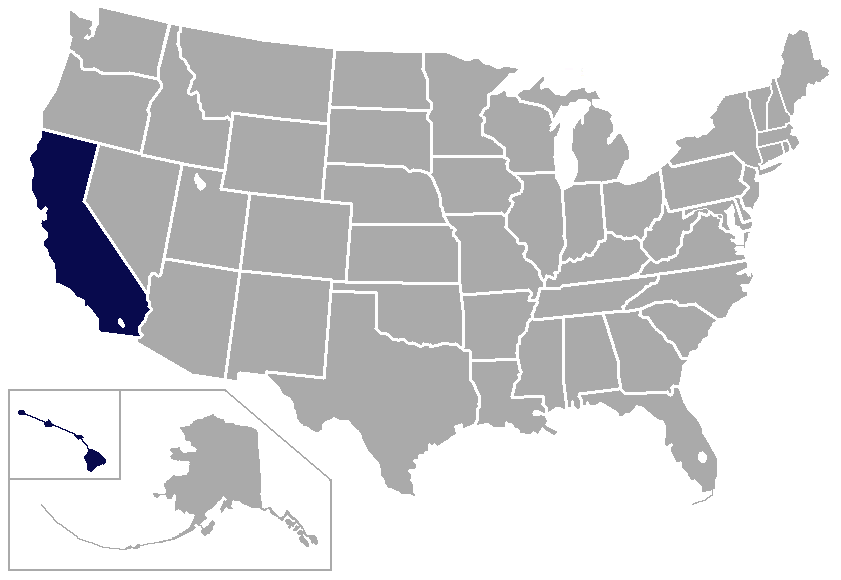
Localisation des équipes

La Big West Conference (BWC) est un groupement de neuf universités gérant les compétitions sportives en Californie et Hawaï.

## Histoire
La Big West Conference est fondée en 1969.

## Les membres actuels
| - Université d'État de Californie à Bakersfield (Roadrunners de Bakersfield (en)) - Université d'État de Californie à Fullerton (Titans de Cal State Fullerton) - Université d'État de Californie à Long Beach (The Beach ou Beach de Long Beach State) - Université d'État de Californie à Northridge (Matadors de Cal State Northridge (en)) - Université d'État polytechnique de Californie (Mustangs de Cal Poly) - Université d'Hawaï à Mānoa (Rainbow Warriors d'Hawaï) – départ le 1er juillet 2026 pour la Mountain West Conference |  | - Université de Californie à Davis (Aggies de l'UC Davis) – départ le 1er juillet 2026 pour la Mountain West Conference - Université de Californie à Irvine (Anteaters de l'UC Irvine) - Université de Californie à Riverside (Highlanders de l'UC Riverside (en)) - Université de Californie à San Diego (Tritons de l'UC San Diego) - Université de Californie à Santa Barbara (Gauchos de l'UC Santa Barbara) |

## Futurs membres
- Université baptiste de Californie (Lancers de California Baptist (en)) – adhésion le 1er juillet 2026
- Université d'État de Californie à Sacramento (Hornets de Sacramento State) – adhésion le 1er juillet 2026
- Université de la vallée de l'Utah (Wolverines d'Utah Valley (en)) – adhésion le 1er juillet 2026

## Sports
| Sports masculins - Athlétisme (en plein air) - Baseball - Basket-ball - Cross-country - Football (Soccer) - Golf - Tennis - Volley-ball |  | Sports féminins - Athlétisme (en plein air) - Basket-ball - Beach-volley - Cross-country - Football (Soccer) - Golf - Softball - Tennis - Volley-ball - Water-polo |

## Installations sportives
Futurs membres en gris. Membres sortants en rose.
| Université                                    | Salle de basket                        | Capacité | Stade de soccer                 | Capacité | Stade de baseball            | Capacité |
| --------------------------------------------- | -------------------------------------- | -------- | ------------------------------- | -------- | ---------------------------- | -------- |
| Université d'État polytechnique de Californie | Mott Athletics Center (en)             | 3 032    | Alex G. Spanos Stadium (en)     | 11 075   | Baggett Stadium (en)         | 3 138    |
| Université d'État de Californie à Bakersfield | Icardo Center (en)                     | 3 800    | CSUB Main Soccer Field          | 2 500    | Hardt Field (en)             | 900      |
| Université d'État de Californie à Fullerton   | Titan Gym                              | 4,000    | Titan Stadium                   | 10,000   | Goodwin Field                | 3,500    |
| Université d'État de Californie à Northridge  | Matadome                               | 1,600    | Matador Soccer Field            | 800      | Matador Field                | 1,000    |
| Université baptiste de Californie             | Fowler Events Center (en)              | 5 050    | CBU Soccer Stadium              | 800      | James W. Totman Stadium (en) | 800      |
| Université d'Hawaï à Manoa                    | Stan Sheriff Center                    | 10,300   | Waipio Peninsula Soccer Stadium | 4,500    | Les Murakami Stadium         | 4,312    |
| Université d'État de Californie à Long Beach  | Walter Pyramid                         | 5,000    | George Allen Field              | 1,000    | Blair Field                  | 3,238    |
| Université d'État de Californie à Sacramento  | Hornets Nest (en)                      | 1 012    | Hornet Soccer Field             | 1 500    | John Smith Field (en)        | 1 200    |
| Université de Californie à Davis              | University Credit Union Center (en)    | 7 600    | Aggie Field (en)                | 1 000    | Dobbins Stadium (en)         | 3 500    |
| Université de Californie à Irvine             | Bren Events Center                     | 4,984    | Anteater Stadium                | 2,500    | Cicerone Field               | 2,900    |
| Université de Californie à Riverside          | UC Riverside Student Recreation Center | 3,168    | UCR Soccer Stadium              | 900      | Riverside Sports Complex     | 2,500    |
| Université de Californie à San Diego          | LionTree Arena (en)                    | 4 200    | Triton Soccer Stadium (en)      | 1 750    | Triton Ballpark (en)         | 1 200    |
| Université de Californie à Santa Barbara      | UCSB Events Center (the Thunderdome)   | 5,600    | Harder Stadium                  | 17,000   | Caesar Uyesaka Stadium       | 1,000    |
| Université de la vallée de l'Utah             | UCCU Center (en)                       | 8 500    | Clyde Field                     | 1 000    | UCCU Ballpark (en)           | 5 000    |